# لئونارد فری
لئونارد فری (انگلیسی: Leonard Frey؛ ۴ سپتامبر ۱۹۳۸ – ۲۴ اوت ۱۹۸۸) یک هنرپیشه اهل ایالات متحده آمریکا بود.

## گزیده فیلمشناسی
از فیلم‌ها یا برنامه‌های تلویزیونی که وی در آن نقش داشته‌است می‌توان به آثار زیر اشاره کرد.
- ویولون‌زن روی بام ()
- مسیحی جادویی